# Stade Truman-Bodden
 (mars 2025).
Le Stade Truman-Bodden (Truman Bodden Stadium) est un stade de football situé à George Town aux îles Caïmans. Le stade a une capacité de 3 000 places.
Le stade est nommé en l'honneur de Truman Bodden, un homme politique local.